# Újváros (Románia)

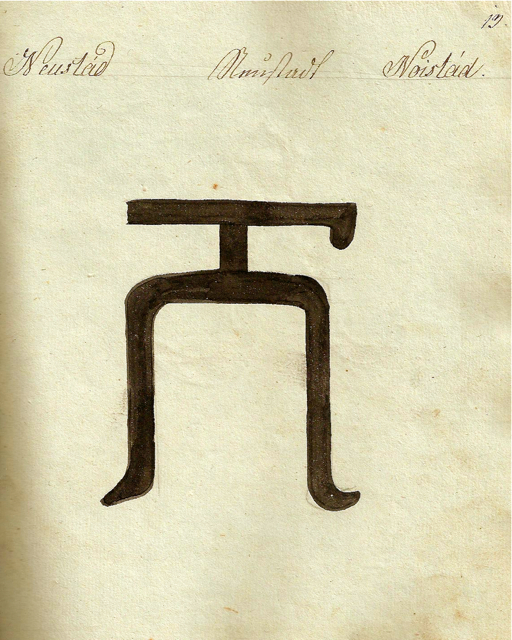
1826 - Az újvárosi szarvasmarhák megjelölésére használt billog

Újváros (románul Noiștat, németül Neustadt vagy Neustadt bei Agnetheln, szászul Naerscht) falu Romániában, Szeben megyében. Közigazgatásilag Jakabfalva községhez tartozik.

## Fekvése
Segesvártól délre, légvonalban mintegy 19 kilométerre, Netus és Százhalom között a DC28-as út mentén helyezkedik el.

## Története
Százhalom védelmére alapították, hogy a Székelyföld felé vezető Hortobágy-hidat őrizzék. 1355-ben Noua Villa, 1389-ben Nova civitas, 1423-ban Niva civitas, 1488-ban Nejerstad, 1497-ben Newstal, 1532-ben Neyrstat néven említették.
A trianoni békeszerződésig Nagy-Küküllő vármegye Szentágotai járásához tartozott.

## Látnivalók
- Evangélikus erődtemploma egy 13. századi román stílusú bazilika tornyát felhasználva épült 1487-ben. 1856–1868 a gótikus hajót klasszicista stílusban építették újjá, ugyanakkor bontották le a várfalat.[4]
- Szent Mihály és Gábriel arkangyaloknak szentelt ortodox temploma 1820-ban épült.[5]